# Sélène Saint-Aimé
Sélène Saint-Aimé est une chanteuse et contrebassiste de jazz française.

## Biographie
Sélène Saint-Aimé grandit, à Bois-le-Roi, en Seine-et-Marne, et est durant son adolescence bénévole au festival Django Reinhardt. Elle se définit comme « afro-descendante », d'un père martiniquais et d'une mère franco-ivoirienne née à Paris. 
Elle commence l'apprentissage de la contrebasse à 18 ans, à l'IMEP • Paris College of Music, puis au conservatoire de Boulogne-Billancourt. Elle participe à une master class de Steve Coleman, qui l'encourage à venir à New York poursuivre son apprentissage du jazz et de la contrebasse. Elle y rencontre aussi le contrebassiste Lonnie Plaxico. Elle complète également sa formation musicale à l'occasion de divers voyages.
Son premier album Mare Undarum sort en 2020, avec Guillaume Latil (violoncelle), Mathias Lévy (violon), Irving Acao (saxophone ténor), Hermon Mehari (trompette), Sonny Troupé (ka, batterie). En 2022 sort l'album Potomitan, avec Sonny Troupé (ka), Boris Reine-Adélaïde (tambour bèlè), Mathias Lévy (violon), Guillaume Latil (violoncelle), Irving Acao (saxophone ténor), Hermon Mehari (trompette). Le nom de l'album désigne la colonne centrale du temple vaudou haïtien. En 2022, elle est en résidence à la Villa Albertine à La Nouvelle-Orléans, pour un projet intitulé « Eritaj (Heritage): New Orleans, Caribbean and African American Music ». Elle est lauréate 2024 de la Villa Ndar à Saint-Louis du Sénégal[réf. nécessaire].

## Distinctions
- 2021 : Victoires du jazz : prix Frank Ténot - "Révélation de l'année"

## Discographie
- 2020 : Mare Undarum (Komos)
- 2022 : Potomitan (Komos)